# Демба (Опочинський повіт)
Демба (пол. Dęba) — село в Польщі, у гміні Посвентне Опочинського повіту Лодзинського воєводства.
Населення — 397 осіб (2011).
У 1975-1998 роках село належало до Пйотрковського воєводства.

## Демографія
Демографічна структура станом на 31 березня 2011 року:
|          | Загалом | Допрацездатний вік | Працездатний вік | Постпрацездатний вік |
| -------- | ------- | ------------------ | ---------------- | -------------------- |
| Чоловіки | 202     | 39                 | 128              | 35                   |
| Жінки    | 195     | 37                 | 105              | 53                   |
| Разом    | 397     | 76                 | 233              | 88                   |